# Julian Edelman
Julian Francis Edelman "Edelnut"  (Redwood City, California, Estados Unidos; 22 de mayo de 1986) es un exjugador profesional de fútbol americano. Jugó en la posición de wide receiver y militó toda su carrera en los New England Patriots de la National Football League (NFL) hasta el 12 de abril de 2021 que anunció su salida del equipo por contrato finalizado y ese día anunció su retiro a los 34 años de edad.
Jugó fútbol americano colegial como quarterback para el Colegio San Mateo. Edelman es notable por su versatilidad, habiendo jugado como receptor y back defensivo en la temporada de 2011, y por sus patadas de despeje. Edelman tiene el récord de los Patriotas por el regreso de despeje más largo y por el mayor número de regresos de patada devueltos a touchdown. Al inicio de la temporada de 2013, tenía el promedio más alto de yardas por regreso entre jugadores activos.
El 12 de abril de 2021 anunció su retiro de la actividad.

## Biografía
Edelman nació en Redwood City, California. Es hijo de Angela y Francis Edelman. Tiene ancestros judíos del lado de su padre, pero fue educado como cristiano. Recientemente en una entrevista del canal NFL Network, Edelman dijo que es judío.
Edelman tiene una hija llamada Lily con su exnovia.

## Carrera

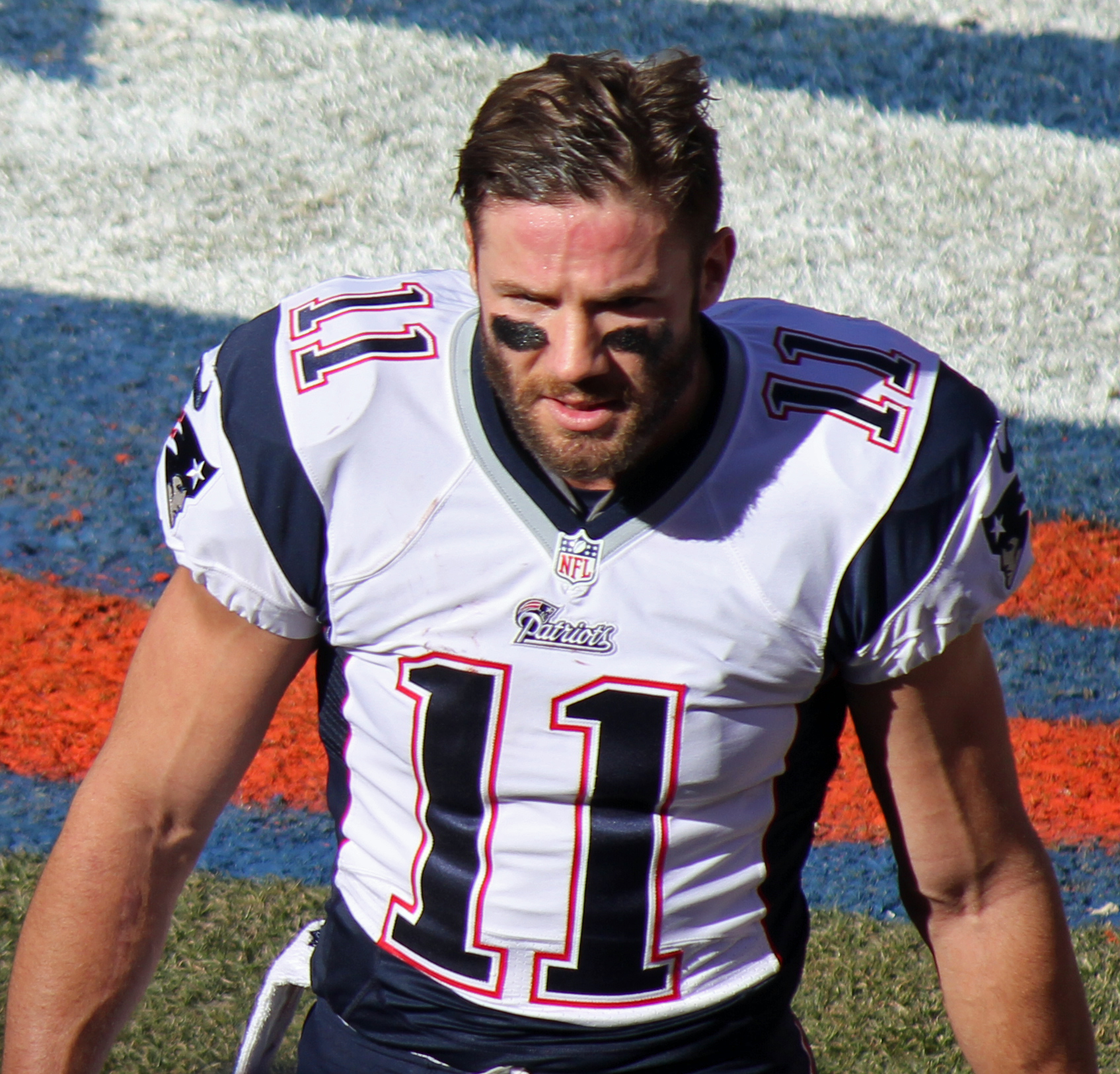
Julian Edelman en 2014

### Instituto
Él era el quarterback de la Escuela Secundaria Woodside en Woodside, California. En el 2004, su último año, lideró a los Wildcats a un récord de 13-0. Durante su carrera en la preparatoria, Edelman tuvo 2.237 yardas y 29 touchdowns por la vía aérea, además de 964 yardas y 13 touchdowns por la vía terrestre.

### Universidad
Después de la secundaria, Edelman pasó un año en el Colegio de San Mateo antes de transferirse a la Universidad Estatal de Kent, donde se especializó en gestión empresarial. En la universidad de Kent State, Edelman fue titular durante tres años como quarterback. En su último año, Edelman fue líder pasador para los "Golden Flashes", completando el 56% de sus pases (153 de 275 pases para 1,820 yardas), lanzando 13 touchdowns y 11 intercepciones. También fue el líder corredor, ganando 1.370 yardas en 215 intentos (un promedio de 6.4 yardas por acarreo) y anotando 13 touchdowns. Su ofensiva total rompió el récord de la escuela de una sola temporada de Joshua Cribbs, establecido en 2003.

### NFL

#### New England Patriots
Edelman no fue invitado al NFL Combine de la temporada 2009. El 12 de marzo, en su pro day, corrió el "short shuttle" en 3.91 segundos; siendo el tiempo más rápido en el NFL Combine de ese año de 3.96 segundos. Los Patriotas de Nueva Inglaterra, que habían realizado entrenamientos privados con Edelman antes del Draft de la NFL del 2009, lo seleccionaron con el pick 27 de la séptima ronda (pick 232 general), por delante del quarterback de la Universidad Estatal de Míchigan, Brian Hoyer, quien se unió a los Patriotas como agente libre. Varios analistas sugirieron que los Patriotas podrían haber seleccionado a Edelman por su potencial en su formación Wildcat. El 16 de julio de 2009, Edelman firmó un contrato de cuatro años con los Patriotas, que incluía un bono de $ 48.700.

#### Temporada 2009
Edelman anotó sus primeros puntos el 13 de agosto de 2009, en un partido de pretemporada contra los Philadelphia Eagles, regresó una patada de despeje de 75 yardas y para un touchdown.
Edelman se perdió la primera semana de la temporada contra los Bills de Búffalo por una lesión de tobillo, pero fue incorporado una semana después e inició su primer partido de la temporada con los Patriotas en la derrota 9-16 de la semana 2 contra los Jets de Nueva York, que también fue el primer juego que Wes Welker se perdió desde que se incorporó a los Patriotas en el 2007. Edelman lideró a todos los recpetores con ocho recepciones para 98 yardas, y añadió 38 yardas en dos regresos de kick-off y 2 yardas en un regreso de patada de despeje, para un total de 138 yardas.
Edelman se rompió el brazo en la victoria de 59-0 derrota contra los Titanes de Tennessee, y no acompañó a los Patriots en su viaje a Londres para jugar contra los Tampa Bay Buccaneers. En el momento de la lesión, Edelman era líder entre los novatos con 21 recepciones. Regresó en la semana 10 contra los Potros de Indianápolis, en el que anotó su primer touchdown oficial de la NFL con una recepción de 9 yardas de Tom Brady.
Cuando Welker fue enviado a la banca en la temporada tras romperse el ligamento cruzado anterior y el ligamento colateral medial contra los Houston Texans, Edelman fue llamado para ocupar el papel de Welker; Edelman atrapó 10 de los 15 pases que le lanzaron para conseguir 103 yardas, fue su primer juego de 100 yardas en su carrera. Terminó la temporada regular con 37 recepciones para 359 yardas y un touchdown. También hizo 6 regresos de patada, así como 11 regresos de patada que suman 304 yardas en 17 regresos.
En la ronda de comodín, en la derrota ante los Baltimore Ravens, Edelman atrapó seis pases de Brady para 44 yardas, incluyendo dos de anotación. Edelman se convirtió en el primer novato en anotar dos touchdowns en un juego de postemporada desde que David Sloan lo hizo por los Leones de Detroit en la temporada 1995-96.

#### Temporada 2010
En la temporada 2010, Edelman vio una disminución en su tiempo de juego; en 15 juegos, solo tuvo cuatro recepciones para 14 yardas. En el juego de la semana 17 contra los Delfines de Miami, con Welker, Deion Branch, y Aaron Hernández inactivos, Edelman consiguió tres recepciones para un total de 72 yardas, y también un regreso de patada de touchdown de 94 yardas. Fue el primer regreso de anotación de una patada de despeje desde Troy Brown que regresó una patada contra las Panteras de Carolina en la Semana 17 al final de la temporada 2001, y el regreso de patada más largo en la historia de la franquicia, eclipsando un retorno de 89 yardas de Mike Haynes en 1976. Edelman también estableció un récord de franquicia por un promedio de 15.3 yardas por regreso, que fue segundo en la liga después del jugador de los Bears Devin Hester. En la temporada 2010, Edelman jugó en 15 partidos consiguiendo 7 recepciones para 86 yardas y 321 yardas de regresos de patada de despeje en 21 oportunidades.

#### Temporada 2011
Durante la temporada 2011, Edelman fue usado principalmente como punt returner. Durante el partido de la semana 10 contra los Jets de Nueva York, jugó de córner en la formación nickel por la lesión de jugadores de la defensiva secundaria de los Patriotas.
En la semana 12 fue nominado por la NFL al "Jugador que trabaja más duro" por su actuación ante las Águilas de Philadelphia, en la cual logra una tackleada a campo abierto contra Vince Young para prevenir un touchdown. En la temporada 2011, Edelman jugó 13 juegos con 4 recepciones para 34 yardas y 584 yardas en 40 regresos combinados entre kick off y despejes.

#### Temporada 2012
Edelman aumentó su participación en el equipo en los primeros partidos de la temporada 2012, incluyendo una derrota en casa contra los Cardenales de Arizona en el que empezó en lugar de Wes Welker. Después de sufrir una lesión en la derrota de los Patriotas en la semana 3 ante los Baltimore Ravens, Edelman estuvo inactivo durante los próximos tres partidos. 
El Día de Acción de Gracias, Edelman anotó dos touchdowns más en la victoria de los Patriots sobre los Jets de Nueva York. En un partido contra los Delfines de Miami el 2 de diciembre, Edelman se rompió el pie derecho y fue colocado en la lista de lesionados. Él se perdería el resto de la temporada. Durante la temporada de 2012, Edelman jugó en 9 juegos en los cuales consiguió 21 recepciones para 235 yardas y 301 yardas de regresos de patada en 20 intentos combinados.

#### Temporada 2013
Edelman se convirtió en agente libre después de la temporada 2012. Volvió a firmar con Nueva Inglaterra con un contrato de un año, el 10 de abril de 2013.
En la primera semana de la temporada, Edelman anotó dos touchdowns en la victoria 23-21 sobre los Bills de Búffalo. También tuvo tres regresos de patada para un total de 32 yardas, esto le dio en total de 75 regresos para 975 yardas. Su último regreso lo hizo el punt returner con mejor promedio de regreso en toda la historia de la NFL, con 13.0 yardas, rompiendo el récord de 12.8 yardas, conseguido hace 60 años por el jugador de los Osos de Chicago, George McAfee.
En la semana 17 de la temporada, Edelman se convirtió en el tercer jugador en la historia del equipo en atrapar más de 100 pases en una temporada, con la victoria 34-20 de los Patriots sobre los Bills de Buffalo. La temporada 2013 se convirtió en una de sus mejores temporadas ya que jugó en los 16 partidos, consiguiendo 105 recepciones para 1.056 yardas y 35 oportunidades de retorno de patada de despeje para 374 yardas.
Edelman se convirtió en agente libre al finalizar la temporada. El 15 de marzo de 2014, volvió a firmar con los Patriots con un contrato de 4 años por $17 millones.

#### Temporada 2014
Edelman jugó 14 juegos para los Patriots en el 2014. Oteniendo 92 recepciones para 972 yardas y 4 touchdowns. En la semana 9, en el partido contra los Broncos de Denver, Edelman regresó una patada de despeje de 84 yardas que se convirtió en su cuarta anotación de regreso en su carrera, pasando a Troy Brown como el jugador que ha conseguido más anotaciones por regresos de patada de despeje. Edelman lanzó su primer pase de anotación en su primer intento en toda su carrera, en una jugada de truco para Danny Amendola en la victoria de las temporadas contra los Cuervos de Baltimore.

## Estadísticas
| Año   | Equipo | Partidos | Partidos | Recepción          | Recepción          | Recepción          | Recepción          | Recepción          | Carrera            | Carrera            | Carrera            | Carrera            | Carrera            | Retorno            | Retorno            | Retorno            | Retorno            | Retorno            | Fumbles            | Fumbles            |
| Año   | Equipo | PJ       | PT       | Rec                | Yds                | Avg                | Lng                | TD                 | Att                | Yds                | Avg                | Lng                | TD                 | Ret                | Yds                | Avg                | Lng                | TD                 | Fum                | Lost               |
| ----- | ------ | -------- | -------- | ------------------ | ------------------ | ------------------ | ------------------ | ------------------ | ------------------ | ------------------ | ------------------ | ------------------ | ------------------ | ------------------ | ------------------ | ------------------ | ------------------ | ------------------ | ------------------ | ------------------ |
| 2009  | NE     | 11       | 7        | 37                 | 359                | 9.7                | 29                 | 1                  | 2                  | 5                  | 2.5                | 5                  | 0                  | 6                  | 63                 | 10.5               | 35                 | 0                  | 1                  | 0                  |
| 2010  | NE     | 15       | 3        | 7                  | 86                 | 12.3               | 40                 | 0                  | 2                  | 14                 | 7.0                | 13                 | 0                  | 21                 | 321                | 15.3               | 94                 | 1                  | 1                  | 0                  |
| 2011  | NE     | 13       | 0        | 4                  | 34                 | 8.5                | 11                 | 0                  | 4                  | 8                  | 2.0                | 6                  | 0                  | 40                 | 580                | 14.5               | 72                 | 1                  | 3                  | 1                  |
| 2012  | NE     | 16       | 3        | 21                 | 235                | 11.2               | 56                 | 3                  | 4                  | 45                 | 11.3               | 47                 | 0                  | 20                 | 301                | 15.0               | 68                 | 1                  | 1                  | 1                  |
| 2013  | NE     | 16       | 11       | 105                | 1,056              | 10.1               | 44                 | 6                  | 2                  | 11                 | 5.5                | 7                  | 0                  | 35                 | 374                | 10.7               | 43                 | 0                  | 6                  | 0                  |
| 2014  | NE     | 14       | 13       | 92                 | 972                | 10.6               | 69                 | 4                  | 10                 | 94                 | 9.4                | 25                 | 0                  | 25                 | 299                | 12.0               | 84                 | 1                  | 3                  | 0                  |
| 2015  | NE     | 9        | 9        | 61                 | 692                | 11.3               | 59                 | 7                  | 3                  | 23                 | 7.7                | 12                 | 0                  | 10                 | 81                 | 8.1                | 19                 | 0                  | 1                  | 1                  |
| 2016  | NE     | 16       | 13       | 98                 | 1,106              | 11.3               | 77                 | 3                  | 12                 | 57                 | 4.8                | 9                  | 0                  | 18                 | 179                | 9.9                | 23                 | 0                  | 3                  | 2                  |
| 2017  | NE     | 0        | 0        | No jugó por lesión | No jugó por lesión | No jugó por lesión | No jugó por lesión | No jugó por lesión | No jugó por lesión | No jugó por lesión | No jugó por lesión | No jugó por lesión | No jugó por lesión | No jugó por lesión | No jugó por lesión | No jugó por lesión | No jugó por lesión | No jugó por lesión | No jugó por lesión | No jugó por lesión |
| 2018  | NE     | 12       | 12       | 74                 | 850                | 11.5               | 36                 | 6                  | 9                  | 107                | 11.9               | 20                 | 0                  | 20                 | 154                | 7.7                | 25                 | 0                  | 1                  | 0                  |
| 2019  | NE     | 16       | 13       | 100                | 1,117              | 11.2               | 44                 | 6                  | 8                  | 27                 | 3.4                | 9                  | 0                  | 1                  | 19                 | 19.0               | 19                 | 0                  | 3                  | 1                  |
| Total | Total  | 138      | 84       | 599                | 6,507              | 10.9               | 77                 | 36                 | 56                 | 391                | 7.0                | 47                 | 0                  | 207                | 2,612              | 12.6               | 94                 | 4                  | 23                 | 6                  |